# Glaston
Glaston is een civil parish in het bestuurlijke gebied Rutland, in het Engelse graafschap Rutland met 185 inwoners.